# Kościół Wniebowzięcia Najświętszej Maryi Panny w Cieszynie
Kościół Wniebowzięcia Najświętszej Maryi Panny w Cieszynie – kościół będący częścią zespołu klasztornego bonifratrów. Znajduje się na terenie parafii św. Marii Magdaleny (dekanat Cieszyn diecezji bielsko-żywieckiej).
Budowa świątyni została rozpoczęta w 1697 roku. Kościół został zaprojektowany przez wrocławskiego architekta Michała Kleina, natomiast ufundowana została przez starostę książęcego Adama Borka. Prace budowlane zostały zakończone w 1718 roku. Świątynia od samego początku należy do bonifratrów. Zakonnicy ci założyli szpital a także pierwszą w Cieszynie aptekę. Kościół jest budowlą halową; składa się z trójprzęsłowej nawy nakrytej kolebkowym sklepieniem z lunetami. Prezbiterium ma szerokość jednego przęsła i rozdziela je od nawy łuk tęczowy. Podział samej nawy zaakcentowany został poprzez filary, które połączone są ze sobą arkadowymi łukami. Fasada świątyni reprezentuje styl neoklasycystyczny z ubogą ornamentyką. Fasada powstała w 1888 roku i jej projektantem był Antoni Jonkisz. Wieża kościoła zakończona jest hełmem, nakrytym dachem namiotowym. Wnętrze reprezentuje styl barokowy. W ołtarzu głównym, wykonanym w 1734 roku przez Jana Lehnerta z Opawy, znajduje się obraz Wniebowzięcia Najświętszej Maryi Panny pędzla Ernesta Bayera z 1743 roku. W ołtarzu są umieszczone również figury św. Elżbiety i św. Jadwigi w otoczeniu aniołów, wyrzeźbione przez Antoniego Stanettiego z Cieszyna w 1737 roku. Ambona z posągiem św. Michała Archanioła powstała na początku XVIII wieku. Polichromia świątyni pochodzi z lat 70. Ubiegłego stulecia